# Liga de Francia de waterpolo masculino
La Liga de Francia de waterpolo masculino es la competición más importante de waterpolo masculino entre clubes franceses.

## Palmarés
- EN Tourcoing: 39 títulos
- CN Marseille: 33 títulos
- Olympic Nice Natation: 8 títulos
- Société de natation de Strasbourg: 6 títulos
- Libellule de Paris: 5 títulos
- Cacel Nice: 4 títulos
- PN Lille: 3 títulos
- Pélican Club Valenciennes: 1 título
- Montpellier Water-Polo: 1 título

## Historial
Estos son los ganadores de liga:
- 2012: Montpellier Water-Polo
- 2011: CN Marseille
- 2010: CN Marseille
- 2009: CN Marseille
- 2008: CN Marseille
- 2007: CN Marseille
- 2006: CN Marseille
- 2005: CN Marseille
- 2004: Olympic Nice Natation
- 2003: Olympic Nice Natation
- 2002: Olympic Nice Natation
- 2001: Olympic Nice Natation
- 2000: Olympic Nice Natation
- 1999: Olympic Nice Natation
- 1998: Olympic Nice Natation
- 1997: Olympic Nice Natation
- 1996: CN Marseille
- 1995: Cacel Nice
- 1994: Cacel Nice
- 1993: Cacel Nice
- 1992: Cacel Nice
- 1991: CN Marseille
- 1990: CN Marseille
- 1989: CN Marseille
- 1988: CN Marseille
- 1987: CN Marseille
- 1986: CN Marseille
- 1985: CN Marseille
- 1984: CN Marseille
- 1983: CN Marseille
- 1982: CN Marseille
- 1981: CN Marseille
- 1980: CN Marseille
- 1979: CN Marseille
- 1978: CN Marseille
- 1977: CN Marseille
- 1976: CN Marseille
- 1975: CN Marseille
- 1974: CN Marseille
- 1973: CN Marseille
- 1972: Pélican Club Valenciennes
- 1970: CN Marseille
- 1969: CN Marseille
- 1968: CN Marseille
- 1967: CN Marseille
- 1966: CN Marseille
- 1965: CN Marseille
- 1964: EN Tourcoing
- 1963: Société de natation de Strasbourg
- 1962: Société de natation de Strasbourg
- 1961: Société de natation de Strasbourg
- 1960: Société de natation de Strasbourg
- 1959: Société de natation de Strasbourg
- 1958: Société de natation de Strasbourg
- 1957: EN Tourcoing
- 1956: EN Tourcoing
- 1955: Racing Club de France
- 1954:
- 1953: EN Tourcoing
- 1952: EN Tourcoing
- 1951: Racing Club de France
- 1950: EN Tourcoing
- 1949: EN Tourcoing
- 1948: EN Tourcoing
- 1947: EN Tourcoing
- 1946: EN Tourcoing
- 1945: EN Tourcoing
- 1944: EN Tourcoing
- 1943: EN Tourcoing
- 1942: EN Tourcoing
- 1941:
- 1940:
- 1939: EN Tourcoing
- 1938: EN Tourcoing
- 1937: EN Tourcoing
- 1936: EN Tourcoing
- 1935: EN Tourcoing
- 1934: EN Tourcoing
- 1933: EN Tourcoing
- 1932: EN Tourcoing
- 1931: EN Tourcoing
- 1930: EN Tourcoing
- 1929: EN Tourcoing
- 1928: EN Tourcoing
- 1927: EN Tourcoing
- 1926: EN Tourcoing
- 1925: EN Tourcoing
- 1924: Libellule de Paris
- 1923: EN Tourcoing
- 1922: EN Tourcoing
- 1921: EN Tourcoing
- 1920: EN Tourcoing
- 1919: EN Tourcoing
- 1913: EN Tourcoing
- 1912: EN Tourcoing
- 1911: EN Tourcoing
- 1910: EN Tourcoing
- 1909: EN Tourcoing
- 1908:
- 1907: Libellule de Paris
- 1906:
- 1905:
- 1904: Libellule de Paris
- 1903: Libellule de Paris
- 1902: Libellule de Paris
- 1901: PN Lille
- 1900: PN Lille
- 1899:
- 1898:
- 1897:
- 1896: PN Lille